# Trofeo dell'Unione Velocipedistica Italiana
Il Trofeo dell'U.V.I. era una competizione di ciclismo su strada maschile riservata ai ciclisti indipendenti ed organizzata dall'Unione Velocipedistica Italiana, che si svolse per dodici anni dal 1949 al 1960.

## Storia
Il Trofeo si articolava nel corso di tutta la stagione a livello nazionale e prevedeva un numero di prove variabile fra le cinque e le dieci, al termine di ognuna venivano assegnati dei punti ed al termine delle prove chi totalizzava il punteggio maggiore si aggiudicava il trofeo. Nel 1960, con l'abolizione della categoria degli indipendenti, finì anche la necessità del trofeo che non tentò di riciclarsi in altre maniere e scomparve. È pur vero che molti hanno considerato come prosecuzione di questo trofeo il Trofeo Cougnet.
Le gare in cui si articolava il Trofeo andavano dalle cinque alle dieci prove ed erano sia gare in linea, sia corse a tappe, sia circuiti. Qui sono riportate le gare che nel corso degli anni sono state prove del trofeo:
- Giro di Sicilia (gara a tappe)
- Giro di Calabria (gara a tappe)
- Giro di Aspromonte
- Giro dell'Appennino
- Giro delle Alpi Apuane
- Giro del Penice
- Giro della Valle del Crati
- Circuito di Savona
- Circuito di Ceprano
- Circuito di Cattabrighe
- Circuito Valle del Liri
- Gran Premio Ceramisti di Ponzano Magra
- Gran Premio di Pontremoli
- Gran Premio Ponte Valleceppi
- Gran Premio Industria - Quarrata
- Coppa Placci
- Coppa Kaiser
- Trofeo Berkel
- Milano-Rapallo
- Circuito di Porto Sant'Elpidio
- La Nazionale a Romito Magra

## Albo d'oro
| Anno | Vincitore             | Secondo | Terzo |
| ---- | --------------------- | ------- | ----- |
| 1949 | Sergio Pagliazzi      |         |       |
| 1950 | Luciano Frosini       |         |       |
| 1951 | Lido Sartini          |         |       |
| 1952 | Waldemaro Bartolozzi  |         |       |
| 1953 | Primo Volpi           |         |       |
| 1954 | Tranquillo Scudellaro |         |       |
| 1955 | Waldemaro Bartolozzi  |         |       |
| 1956 | Guido Boni            |         |       |
| 1957 | Armando Pellegrini    |         |       |
| 1958 | Rino Benedetti        |         |       |
| 1959 | Oreste Magni          |         |       |
| 1960 | Giuseppe Fallarini    |         |       |